# Finnische Leichtathletik-Meisterschaften 1915
Die Finnischen Leichtathletik-Meisterschaften 1915, auch Kaleva-Spiele 1915 genannt (finnisch Kalevan kisat 1915), fanden am 14. und 15. August in Pori statt. Die Meisterschaft im Stundenlauf wurde am 29. August in Kuopio ausgetragen, die Meisterschaft der Zehnkämpfer am 28. und 29. August ebenfalls in Kuopio.
Daneben fanden 1915 weitere Meisterschaften in leichtathletischen Disziplinen statt:
- 21. März: Finnische Standsprung-Meisterschaften in Jyväskylä
- 16. Mai: Finnische Querfeldeinlauf-Meisterschaften in Helsinki
- 19. und 20. Juni: Finnische Staffellauf-Meisterschaften in Helsinki
- 19. und 20. Juni: Finnische Leichtathletik-Meisterschaften der Frauen in Helsinki

## Leichtathletik-Meisterschaften der Herren

### Ergebnisse
| Disziplin                   | Gold              | Gold        | Silber           | Silber      | Bronze             | Bronze      |
| --------------------------- | ----------------- | ----------- | ---------------- | ----------- | ------------------ | ----------- |
| 100 m                       | Erkki Kättö       | 11,7 s      | Toivo Latvio     | 11,9 s      | Ilmari Sandberg    | 12,1 s      |
| 200 m                       | Erkki Kättö       | 23,4 s      | Toivo Latvio     | 24,0 s      | Vilho Osola        | 24,3 s      |
| 400 m                       | Waldemar Wickholm | 51,5 s      | Erkki Kättö      | 52,4 s      | Yrjö Leinberg      | 52,9 s      |
| 800 m                       | Einari Anttila    | 2:01,7 min  | Eino Elo         | 2:02,3 min  | Valter Nyström     | 2:02,7 min  |
| 1500 m                      | Einari Anttila    | 4:10,2 min  | Valter Nyström   | 4:13,9 min  | Erik Schönberg     | 4:19,3 min  |
| 5000 m                      | Albin Stenroos    | 15:49,1 min | Tatu Kolehmainen | 15:49,3 min | Teodor Koskenniemi | 15:49,6 min |
| 10.000 m                    | Albin Stenroos    | 32:37,6 min | Tatu Kolehmainen | 32:37,9 min | Teodor Koskenniemi | 33:34,4 min |
| Stundenlauf                 | Albin Stenroos    | 18.038 m    | Arvo Kokkonen    | 17.781 m    | Eino Tuhkanen      | 16.505 m    |
| 110 m Hürden                | Waldemar Wickholm | 16,8 s      | Erkki Kättö      | 17,2 s      | Kaarlo Kataja      | 17,3 s      |
| Hochsprung                  | Toivo Elo         | 1,78 m      | Arvo Järvinen    | 1,74 m      | Ilmo Linturi       | 1,68 m      |
| Stabhochsprung              | Arvo Järvinen     | 3,40 m      | Yrjö Koivisto    | 3,30 m      | Yrjö Helander      | 3,20 m      |
| Weitsprung                  | Hugo Lahtinen     | 6,78 m      | Ilmo Linturi     | 6,16 m      | Kaarlo Kataja      | 6,10 m      |
| Dreisprung                  | Arvo Järvinen     | 13,54 m     | Hugo Lahtinen    | 13,41 m     | Ilmo Linturi       | 13,25 m     |
| Kugelstoßen                 | Elmer Niklander   | 14,61 m     | Juho Laiho       | 13,46 m     | Kalle Hongisto     | 12,57 m     |
| Kugelstoßen kombiniert (1)  | Elmer Niklander   | 27,05 m     | Juho Laiho       | 23,69 m     | Kalle Hongisto     | 22,62 m     |
| Diskuswerfen                | Elmer Niklander   | 43,64 m     | Juho Laiho       | 35,69 m     | Matti Varheenmaa   | 33,00 m     |
| Diskuswerfen kombiniert (1) | Elmer Niklander   | 83,11 m     | Juho Laiho       | 61,29 m     | Matti Varheenmaa   | 59,44 m     |
| Hammerwerfen                | Elmer Niklander   | 45,41 m     | Johan Pettersson | 44,88 m     | Juho Laiho         | 39,48 m     |
| Speerwerfen                 | Toivo Elo         | 60,13 m     | Matti Varheenmaa | 48,54 m     |                    |             |
| Speerwerfen kombiniert (1)  | Toivo Elo         | 101,74 m    | Matti Varheenmaa | 81,44 m     |                    |             |
| Gewichtwerfen               | Johan Pettersson  | 10,09 m     | Elmer Niklander  | 9,71 m      | Juho Laiho         | 9,27 m      |
| Fünfkampf                   | Hugo Lahtinen     | 5           | Arvo Järvinen    | 12          | Toivo Latvio       | 13          |
| Zehnkampf                   | Waldemar Wickholm | 7196,120    | Otto Tuomikoski  | 6290,730    | Artturi Niemi      | 5629,935    |

### Mannschaftswertung
|    | Mannschaft            | Punkte |
| -- | --------------------- | ------ |
| 1. | Helsingin Kisa-Veikot | 128    |
| 2. | Helsingfors IFK       | 36     |
| 3. | Hämeenlinnan Tarmo    | 19     |

## Leichtathletik-Meisterschaft der Damen
| Disziplin | Gold          | Gold   | Silber          | Silber | Bronze      | Bronze |
| --------- | ------------- | ------ | --------------- | ------ | ----------- | ------ |
| 100 m     | Lisie Nyström | 14,1 s | Martha Lindvall | 14,2 s | Anni Toivio | 14,7 s |

## Standsprung-Meisterschaften
| Disziplin        | Gold           | Gold     | Silber        | Silber  | Bronze         | Bronze   |
| ---------------- | -------------- | -------- | ------------- | ------- | -------------- | -------- |
| Hochsprung/Stand | Lauri Koskinen | 1,4375 m | Yrjö Lehtonen | 1,415 m | Artturi Niemi  | 1,415 m  |
| Weitsprung/Stand | Emil Liljeberg | 3,00 m   | P. Ålander    | 2,99 m  | Lauri Koskinen | 2,9875 m |
| Dreisprung/Stand | Emil Liljeberg | 9,10 m   | Artturi Niemi | 9,015 m | P. Ålander     | 8,94 m   |

## Querfeldeinlauf-Meisterschaften
| Disziplin | Gold           | Silber   | Bronze           |
| --------- | -------------- | -------- | ---------------- |
| Einzel    | Albin Stenroos | T. Lahma | V. J. Kämäräinen |
| Vereine   | Helsingin Jyry |          |                  |
| Bezirke   | Helsinki       |          |                  |